# Svenska Kammarorkestern
Svenska Kammarorkestern, Örebro (engelska: Swedish Chamber Orchestra) grundades 1995 som Örebro kommuns egen kammarorkester och har sin hemmascen i Örebro konserthus. Svenska Kammarorkestern är en väl sammansvetsad ensemble på 39 musiker. Förutom spelningar på hemmaarenan turnerar orkestern nationellt och internationellt. Huvudmän för Svenska Kammarorkestern, Örebro är Örebro kommun och Örebro läns landsting med stöd av Statens Kulturråd. Orkestern har sin historiska grund i Örebro orkesterförening som grundades 1909. Thomas Dausgaard har varit orkesterns chefsdirigent 1997-2019. Dausgaard och ensemblen har i ett nära samarbete skapat sitt eget unika och nydanande tonspråk. Dausgaard efterträds från säsongen 2019/2020 av Martin Fröst.

## Verksamhet

### Gästspel utomlands
Sedan 1998 har Svenska Kammarorkestern regelbundet turnerat i Europa och Nordamerika. Ensemblen debuterade i Japan och återvände till USA 2008 och 2013 med konserter i New York Lincoln Center, Washington DC, Cleveland, Los Angeles och San Francisco. Turnéhöjdpunkter under de senaste åren är bland annat framträdanden vid London Proms och Salzburg International Festival med Nina Stemme 2010 samt konserterna i Toronto, Paris, Baden Baden och Spanien. Under 2014 gästspelade orkestern i Berlin, Wien (2 gånger), Festspillene i Bergen (avslutningskonserten) samt Schleswig Holstein Musik Festival (Mendelssohns kompletta symfonier). 
Turnéerna har omfattat Tyskland (1998, 2001, 2003, 2005, 2007, 2010, 2011, 2012, 2013, 2014, 2015), Holland (2004, 2007), Italien (2007), Spanien (2004, 2016), USA (2004, 2008, 2013), England (2004, 2007, 2010), Japan (2005), Danmark (2007, 2016) och Österrike (2008, 2014). 
2004 debuterade orkestern tillsammans med Thomas Dausgaard i Storbritannien och USA, där man spelade på BBC Proms respektive Lincoln Centers Mostly Mozart Festival. New York Times recenserade deras framträdande: “Inom den klassiska musiken har man länge beklagat att allteftersom skivinspelningar och snabba jetplan har gjort världen mindre, har också ett internationellt tonspråk vuxit fram där regionala olikheter i klangfärg och tolkning tonats ner... Men då och då dyker en orkester upp och levererar ett tonspråk som känns överraskande och nytt. Svenska Kammarorkestern med ledning av chefsdirigent Thomas Dausgaard skapade ett distinkt tonspråk som hela tiden sjöd av liv och kraft. Dausgaard förvandlade Beethoven till en bländande kompositör full av energi. Dansande, glödheta stråkar gav tillsammans med vassa brassfigurer musiken en stormig karaktär och gjorde den försummade fjärde symfonin nästan lika storslagen som den tredje och femte."

### Skivinspelningar
Orkestern har spelat in över femtio skivor. Under chefsdirigenten Thomas Dausgaards ledning har orkestern startat skivprojektet The Complete Orchestral Works of Beethoven tillsammans med det norska skivbolaget Simax. Ursprungligen planerades tio volymer, men projektet har utökats till tretton volymer, för att inkludera all samtida musik jämte symfonierna och konserterna. 
Sedan 2007 drivs skivprojektet Opening Doors, tillsammans med det svenska skivbolaget BIS), varvid man utforskar den romantiska symfoniska musiken. De första skivorna i serien omfattade musik av Robert Schumann och Antonín Dvořák. 
Orkestern har också gjort flera uppmärksammade inspelningar med skivbolagen Naxos och Hyperion.  

### Samarbeten
Svenska Kammarorkestern, Örebro har haft längre samarbeten med tonsättare som Karin Rehnqvist och Sally Beamish, samt har gästande dirigenter från hela världen. Samarbeten med bland andra H K Gruber och Andrew Manze finns för att fördjupa orkesterns relation till både den moderna musiken och barockmusiken.
Barn och unga är ett av orkesterns särskilt prioriterade områden med fokus på att engagera unga i möten med klassisk musik. Under skolåret 07/08 medverkade med än 350 barn från Örebro län i NOVA, ett pedagogiskt musikprojekt, jämte återkommande skol- och familjekonserter. Över ett kalenderår består närmare hälften av orkesterns totala publiksiffra av barn och unga upp till 18 år. 

## Historia
Innan Svenska kammarorkestern bildades 1995 har orkesterverksamheten i Örebro varit organiserad på olika sätt.

### 1800-talet
Musikaliska sällskapet som ägnade sig åt instrumentalmusik, grundades 1923, men var verksamt endast i några få år. Harmoniska sällskapet var verksamt under åren 1831–37, och ägnade sig även åt vokalmusik. 1859 grundades Philharmoniska sällskapet under Karl Johan Lewerth. Som en konkurrent till detta grundades år 1868 Örebro musikförening Philomele, som leddes av C Årman. Förutom orkesterverk gavs även sångspel och operor. Verksamheten lades ner först år 1916.

### 1909–1995
Örebro orkesterförening grundades år 1909 och erhöll stöd från kommunen med början år 1912. Detta var från början en amatörorkester. En befattning som stadskapellmästare tillskapdes år 1947. Dess förste innehavare var kompositören Ingvar Lidholm. År 1950 fick orkestern fyra heltidsanställda stråkmusiker som stämledare. De bildade även stråkkvartetten Pro Muscia.
Verksamheten ombildades 1955 till kommunal stiftelse under namnet Örebro orkesterstiftelse. Samtidigt anställdes ett antal professionella musiker, som blev kärnan i orkestern. Blåsarna rekryterades till stor del från militärmusiken, benämnd Regionmusiken fr.o.m. 1971. De professionella stråkmusikerna i orkestern bildade år 1962 Örebro kammarorkester, som var landets första kommunalt heltidsanställda kammarorkester. År 1977 omorganiserades den stora orkestern till att bli den professionella Örebro symfoniorkester. Samtidigt återuppstod Örebro orkesterförening som en amatörorkester, vilken fortfarande lever vidare som sådan. Örebro symfoniorkester och Örebro kammarorkester omorganiserades år 1995 till att bli Svenska kammarorkestern.

## Musikaliska ledare
- 1909–1917 Adolf Andrén
- 1917–1918 Viktor Fritzell, musikdirektör vid Södermanlands regemente
- 1920–1930 Josef Lind
- 1930–1939 Nils Höglund, musikdirektör vid Livregementets grenadjärer
- 1939–1945 Gunnar Marcusson, musikdirektör, organist
- 1945–1946 Olgerts Bistevins, lettisk dirigent
- 1947–1957 Ingvar Lidholm
- 1957–1968 Rune Larsson
- 1968–1974 Lennart Hedwall
- 1974–1981 Göran W Nilson
- 1981–1983 František Vajnar
- 1983–1993 Göran W Nilson
- 1993–1995 Stig Westerberg (symfoniorkestern); Jean-Pierre Wallez (kammarorkestern); Gordon Hunt (kammarblåsarna)
- 1995–1997 Vakant; Petri Sakari 1:e gästdirigent
- 1997–2019 Thomas Dausgaard
- 2019– Martin Fröst

## Priser och utmärkelser
- 2005 – Spelmannen